# Vuelta a España 1957
La Vuelta a España 1957, dodicesima edizione della corsa spagnola, si svolse in sedici tappe, dal 26 aprile al 12 maggio 1957, per un percorso totale di 2 967 km. Fu vinta dallo spagnolo Jesús Loroño che terminò la gara in 84h44'06" alla media di 33,008 km/h davanti ai connazionali Federico Bahamontes e Bernardo Ruiz. Fu l'ultima edizione disputata con la formula delle squadre nazionali.
La partenza e l'arrivo furono stabiliti a Bilbao, al via presero parte alla competizione 90 ciclisti mentre al traguardo finale giunsero 54 corridori. Lo spagnolo Miguel Chacón con due successi si aggiudicò il maggior numero di tappe. Vicente Iturat si aggiudicò la classica a punti, mentre Federico Bahamontes vinse la classifica scalatori.

## Tappe
| Tappa  | Data      | Percorso                               | km    | Vincitore di tappa  | Leader cl. generale |
| ------ | --------- | -------------------------------------- | ----- | ------------------- | ------------------- |
| 1ª     | 26 aprile | Bilbao > Vitoria                       | 158   | Miguel Chacón       | Miguel Chacón       |
| 2ª     | 27 aprile | Vitoria > Santander                    | 220   | Carmelo Morales     | Carmelo Morales     |
| 3ª     | 28 aprile | Santander > Mieres                     | 259   | Federico Bahamontes | Federico Bahamontes |
| 4ª     | 29 aprile | Mieres > León                          | -     | Annullata           | Federico Bahamontes |
| 5ª     | 30 aprile | León > Valladolid                      | 172   | Roger Hassenforder  | Federico Bahamontes |
| 6ª     | 1º maggio | Valladolid > Madrid                    | 212   | Miguel Chacón       | Salvador Botella    |
| 7ª     | 2 maggio  | Madrid > Madrid                        | 200   | Jan Adriaensens     | Francisco Moreno    |
| 8ª     | 3 maggio  | Madrid > Cuenca                        | 159   | Roger Walkowiak     | Federico Bahamontes |
|        | 4 maggio  | giorno di riposo                       |       |                     |                     |
| 9ª     | 5 maggio  | Cuenca > Valencia                      | 249   | Rino Benedetti      | Federico Bahamontes |
| 10ª    | 6 maggio  | Valencia > Tortosa                     | 192   | Bruno Tognaccini    | Jesús Loroño        |
| 11ª    | 7 maggio  | Tortosa > Barcellona                   | 199   | Gilbert Bauvin      | Jesús Loroño        |
| 12ª    | 8 maggio  | Barcellona > Saragozza                 | 229   | Mario Baroni        | Jesús Loroño        |
| 13ª    | 9 maggio  | Saragozza > Huesca (cron. individuale) | 85    | Jesús Loroño        | Jesús Loroño        |
| 14ª    | 10 maggio | Huesca > Bayonne (FRA)                 | 249   | Antonio Ferraz      | Jesús Loroño        |
| 15ª    | 11 maggio | Bayonne (FRA) > San Sebastián          | 199   | Roger Baens         | Jesús Loroño        |
| 16ª    | 12 maggio | San Sebastián > Bilbao                 | 193   | Antonio Suárez      | Jesús Loroño        |
| Totale | Totale    | Totale                                 | 2 967 |                     |                     |

## Classifiche finali

### Classifica generale - Maglia gialla
| Pos. | Corridore           | Squadra      | Tempo     |
| ---- | ------------------- | ------------ | --------- |
| 1    | Jesús Loroño        | Spagna       | 84h44'06" |
| 2    | Federico Bahamontes | Spagna       | a 8'11"   |
| 3    | Bernardo Ruiz       | Mediterraneo | a 9'34"   |
| 4    | José Manuel Ribeiro | Portogallo   | a 14'32"  |
| 5    | Raphaël Géminiani   | Francia      | a 17'07"  |
| 6    | Francisco Moreno    | Centro-Sur   | a 18'43"  |
| 7    | Jan Adriaensens     | Belgio       | a 19'38"  |
| 8    | Pasquale Fornara    | Italia       | a 23'48"  |
| 9    | Gastone Nencini     | Italia       | a 25'59"  |
| 10   | Salvador Botella    | Spagna       | a 28'06"  |

### Classifica a punti - Maglia azzurra
| Pos. | Corridore           | Squadra   | Punti |
| ---- | ------------------- | --------- | ----- |
| 1    | Vicente Iturat      | Pirenaico | 160   |
| 2    | Gastone Nencini     | Italia    | 173   |
| 3    | Federico Bahamontes | Spagna    | 217   |

### Classifica scalatori - Maglia verde
| Pos. | Corridore           | Squadra  | Punti |
| ---- | ------------------- | -------- | ----- |
| 1    | Federico Bahamontes | Spagna   | 26    |
| 2    | Carmelo Morales     | Cantabro | 20    |
| 3    | Benigno Aspuru      | Cantabro | 14    |

### Classifica a squadre
| Pos. | Squadra   | Tempo      |
| ---- | --------- | ---------- |
| 1    | Pirenaico | 253h54'00" |